# YesCard
Une YesCard est une carte bancaire illicite donnant une autorisation de transfert (« oui » à la demande) quel que soit le code secret tapé par son titulaire.

## Description

### Fonctionnement
Une YesCard est une carte à puce, vierge à l'origine, dans laquelle un programme informatique et des données spécifiques sont programmées par un pirate. Elle se comporte comme un émulateur de carte bancaire et simule parfaitement son fonctionnement, à la différence près qu'elle accepte n'importe quel code à 4 chiffres. 
La carte à puce se présente sous la forme d'une vraie carte au format carte de crédit, soit de couleur dorée en général, soit sous la forme d'un circuit imprimé de 0,8 mm d'épaisseur[réf. souhaitée]. Ces cartes ne peuvent s'utiliser que sur des distributeurs automatiques ne tenant compte que de la puce : distributeur d'essence, distributeurs de pizzas ou tout autre nourriture, distributeurs de DVD ou VHS en location, etc..
Les pirates peuvent générer des numéros de cartes de manière aléatoire (et donc générer un numéro existant ou non). En général, si le numéro existe, le nom du porteur donné par la carte est faux. De plus, lors d'une transaction, la carte doit générer un certificat de 8 octets par un calcul cryptographique de Data Encryption Standard (DES), qui est évidemment faux avec une YesCard ; la puce utilisée ne dispose pas de la clé secrète nécessaire à ce type de calcul. Jusqu'en 2001, le numéro de la carte pouvait également être généré à partir d'une facturette, c'est pourquoi il fallait toujours la récupérer après un achat ou un retrait, ou ne pas la demander[réf. souhaitée].

### MiM Cards
La nouvelle génération de YesCard porte pour nom les « MiM Cards », pour Man in the middle attack cards (cartes de l'attaque de l'homme du milieu). Cette technique de fraude nouvelle apparait pour la première fois en France en 2011.
La fraude nécessite, à en croire les policiers, de posséder des « connaissances techniques et électroniques complexes ». Les escrocs vont jusqu’à superposer une nouvelle puce électronique sur la puce originale. Le support contrefait permet de payer des achats de montants inférieurs aux seuils d'autorisation bancaires dans tous les types de commerces, en composant un code aléatoire.
Le 9 décembre 2013, après plusieurs mois d'enquête, des policiers français de la Brigade des fraudes aux moyens de paiement (BFMP) ont démantelé une équipe qui agissait ainsi. Quatre individus, âgés de 18 à 28 ans, ont été interpellés à Maisons-Alfort et Fontenay-aux-Roses. Au cours de l’enquête, les enquêteurs ont établi qu’un cinquième individu – sans doute le commanditaire – prenait la main depuis la Tunisie sur les ordinateurs et programmait les puces contrefaites. À charge des jeunes Français, ensuite, d’assembler les différents composants et de souder les supports falsifiés sur les cartes, pour un préjudice total évalué à 160 000 euros.